# Macroptilium panduratum
Macroptilium panduratum är en ärtväxtart som först beskrevs av George Bentham, och fick sitt nu gällande namn av Marechal och Jean C. Baudet. Macroptilium panduratum ingår i släktet Macroptilium och familjen ärtväxter. Inga underarter finns listade i Catalogue of Life.